# Панчево (Украјина)
Панчево (укр. Панчеве) село је у Кировоградској области у Украјини.

## Историја
Пре колонизације Срба граничара ту је постојало село Вилховатка (1702).
Због великих промена у политичкој администрацији Баната 1751. године, као и због разграничења Потиско-Поморишке војне границе, велики број српских породица је почело да се исељава из те Границе и Баната одлазећи у Русију. Царица Јелисавета је населила Србе на некадашњу територију запорошких козака и ту је организована провинција Нова Србија. У њој су образована два дистрикта, један за коњанике а други за пешаке. Српски колонисти су сваком свом насељу дали име места из којег су дошли, тако да је једно насеље на реци Синуса, у коњаничком дистрикту, добило назив Панчево. Из тога се може закључити да је један део колониста дошао из Панчева, насеља из Баната.
У Панчеву су се 1753. године населиле 220 српских граничарских породица. Место је имало милитарски статус; било у склопу 9. чете (Роте) Новосербског хусарског граничарског пука. Њен стари назив је био Олховаткуја.
Православни храм Св. Николе је подигнут 1757. године, а при њему је служио 1772. године парох поп Јован Васиљев.